# جشمة موليد (ألقورات)
جشمة مولید (بالفارسية: چشمه مولید) هي مستوطنة تقع في إيران في قسم ألقورات الريفي. يقدر عدد سكانها بـ 27 نسمة .